# Physocleora flexilinea
Physocleora flexilinea är en fjärilsart som beskrevs av W. Warren 1907. Physocleora flexilinea ingår i släktet Physocleora och familjen mätare. Inga underarter finns listade i Catalogue of Life.